# Sistema gustatiu
El sistema gustatiu d'un mamífer és el procés que va des de la recepció a la identificació del sabor d'un producte tastat.
Els cinc sabors bàsics són: dolç, amarg, salat, àcid i umami (del glutamat). La resta de sabors són sensacions producte de la combinació d'aquests cinc estimulats per les olors emeses.
La llengua és el principal òrgan gustatiu del cos, en la seva superfície es troben tres tipus de papil·les, les calciformes i les fungiformes tenen funció gustativa i les filiformes són tàctils.
Les papil·les gustatives estan formades per una agrupació de cèl·lules receptores envoltades de cèl·lules de suport estan proveïdes d'un petit porus a través del qual es projecten fines perllongacions de les cèl·lules sensorials exposades a la saliva que entra per aquest porus.
La membrana cel·lular, amb doble capa lipídica, és la responsable de la recepció de l'estímul gustatiu. Estimulació química que esdevindrà elèctrica gràcies al procés de la transducció sensorial, en concret, del gust.
L'impuls nerviós, el senyal elèctric emès, es transmet al cervell mitjançant els quatre nervis del crani.
La sensació del sabor s'obté quan al cervell s'han rebut els senyals corresponents al conjunt de cèl·lules sensorials per a totes les substàncies químiques i el cervell les transforma mitjançant un complex sistema de reconeixement en un gust concret. La freqüència amb què es repeteixen els impulsos indica la intensitat del sabor.

## Gusts bàsics
El gust es detecta a la cavitat oral, específicament a les papil·les gustatives de la llengua, on es perceben els cinc gusts bàsics:
- Dolç: derivat del consum d'hidrats de carboni.

- Salat: detecta la presència de sals en els aliments (les sals són importants en la nostra dieta ja que ajuden a controlar l'homeòstasi del cos).

- Amarg: permet identificar aliments tòxics i/o perillosos per a la nostra supervivència (tenim molts receptors per a detectar aliments perillosos).

- Àcid: associat a aliments en mal estat (els aliments en estat de descomposició adquiereixen un cert gust àcid).

- Umami: associat a molècules de glutamat monosòdic i aspartat (són molècules associades a aliments com la carn, formatge i tomàquets).